# Dioctria flavipennis
Dioctria flavipennis är en tvåvingeart som beskrevs av Johann Wilhelm Meigen 1820. Dioctria flavipennis ingår i släktet Dioctria och familjen rovflugor. Inga underarter finns listade i Catalogue of Life.